# FK 요나바
FK 요나바(FK Jonava), 정식 명칭 풋볼 클럽 요나바(Football Club Jonava, 이전 명칭: 풋볼 클럽 리에타바, Football Club Lietava)는 요나바를 연고지로 하는 리투아니아 프로 축구 클럽이다. 2015년 I 리가(I Lyga) 우승으로 A 리가(A lyga)로 승격했지만, 2018년 A 리가에서 강등되었다.

## 역사
이 클럽은 1991년 아조타스(Azotas, 지역 아조타스 비료 공장 이름에서 따옴)라는 이름으로 창단되었으며, 1996년에 리에타바(Lietava)라는 이름을 채택했다.
이 클럽은 수년간 리투아니아 축구 선수권 2부 리그에서 활동했다. 2015년 성공적인 시즌을 보낸 리에타바는 2015년 I 리가에서 우승을 차지하며 A 리가로 승격했다.
2016년 A 리가 데뷔 시즌을 5위로 마감했다.
2017년 시즌 초부터 리에타바는 FK 요나바(FK Jonava)로 이름을 변경했다. 2017년 2월 13일, 리투아니아 축구 연맹은 명칭 변경을 승인했다. 2017년 시즌은 클럽 역사상 최고의 시즌이었다. 팀은 정규 A 리가 시즌에서 6위를 차지했고, 챔피언십 라운드에서는 4위를 기록했다.
2018년 시즌을 위해 클럽 경영진은 야심 찬 계획을 세웠다. 2018년 1월 11일, 포르투갈 출신의 펠리페 리베이로가 신임 감독으로 부임했다. 하지만 클럽은 문제에 부딪혔고, 2018년 5월 15일 감독은 해임되었다. 곧 감독이 다시 바뀌었다. 한 시즌에 세 번째 감독을 선임했지만 팀을 강등으로부터 구해낼 수 없었다. 정규 시즌 후 팀은 8위를 차지하며 A 리가에서의 생활을 마감했다.
2022년 A 리가로 승격했다.

## 이름 및 로고 이력
- 1991 – 아조타스
- 1994 – 아케마-리에타바
- 1996 – 리에타바
- 2017 – 요나바